# Лишу (Цзиси)
Лишу́ (кит. упр. 梨树, пиньинь Líshù) — район городского подчинения городского округа Цзиси провинции Хэйлунцзян (КНР).

## История
Когда в начале XX века в Маньчжурии были установлены структуры гражданского управления, то эти земли оказались под юрисдикцией уезда Мулин (穆棱县).
В 1924 году здесь была заложена угольная шахта, а в 1925 образовался посёлок Лишу (梨树镇)
В 1931 году Маньчжурия была оккупирована японскими войсками, а в 1932 году было образовано марионеточное государство Маньчжоу-го. В сентябре 1941 года эти земли вошли в состав нового уезда Цзинин (鸡宁县).
В 1945 году Маньчжурия была освобождена Советской армией. В 1946 году здесь был образован район Лишучжэнь. В 1949 году уезд Цзинин был переименован в Цзиси, и район Лишучжэнь стал Шестым районом (第六区) уезда Цзиси. В мае 1956 года район был расформирован, и вместо него был создан посёлок Лишу. В январе 1957 года посёлок Лишу был ликвидирован, а вместо него официально создан район Лишу городского округа Цзиси.

## Административное деление
Район Лишу делится на 5 уличных комитетов и 1 посёлок.
| № | Название | Название (кит.)      | Статус          | Население чел. (2010) | На карте                         |
| - | -------- | -------------------- | --------------- | --------------------- | -------------------------------- |
| 1 | Мулэн    | 穆棱街道办事处       | уличный комитет | 24360                 | 45°04′19″ с. ш. 130°42′30″ в. д. |
| 2 | Пинган   | 平岗街道办事处       | уличный комитет | 19385                 | 45°09′22″ с. ш. 130°45′23″ в. д. |
| 3 | Цзели    | 街里街道办事处       | уличный комитет | 12273                 | 45°05′32″ с. ш. 130°41′39″ в. д. |
| 4 | Лишуцюй  | 梨树区（镇）直辖地域 | поселок         | 9959                  | 45°04′55″ с. ш. 130°40′48″ в. д. |
| 5 | Цзяньчан | 碱场街道办事处       | уличный комитет | 6964                  | 45°05′43″ с. ш. 130°35′44″ в. д. |
| 6 | Шилинь   | 石磷街道办事处       | уличный комитет | 3420                  | 45°10′02″ с. ш. 130°41′33″ в. д. |